# Brevipalpus coffeae
Brevipalpus coffeae är en spindeldjursart som beskrevs av Meyer 1979. Brevipalpus coffeae ingår i släktet Brevipalpus och familjen Tenuipalpidae. Inga underarter finns listade.